# 圣尼古拉欧布瓦
圣尼古拉欧布瓦（法語：Saint-Nicolas-aux-Bois，法語發音：[sɛ̃ nikɔla o bwa]）是法国上法蘭西大區埃纳省的一个市镇，属于拉昂区。

## 地理
圣尼古拉欧布瓦（49°35'34"N, 3°25'52"E）面积6.64 平方千米，位于法国上法蘭西大區埃纳省，该省份为法国北部内陆省份，北起北部省，西接索姆省和瓦兹省，东临阿登省和马恩省，西南至塞纳-马恩省，东北部与比利时接壤。
与圣尼古拉欧布瓦接壤的市镇（或旧市镇、城区）包括：布里、克雷皮、富尔德兰、圣戈班。

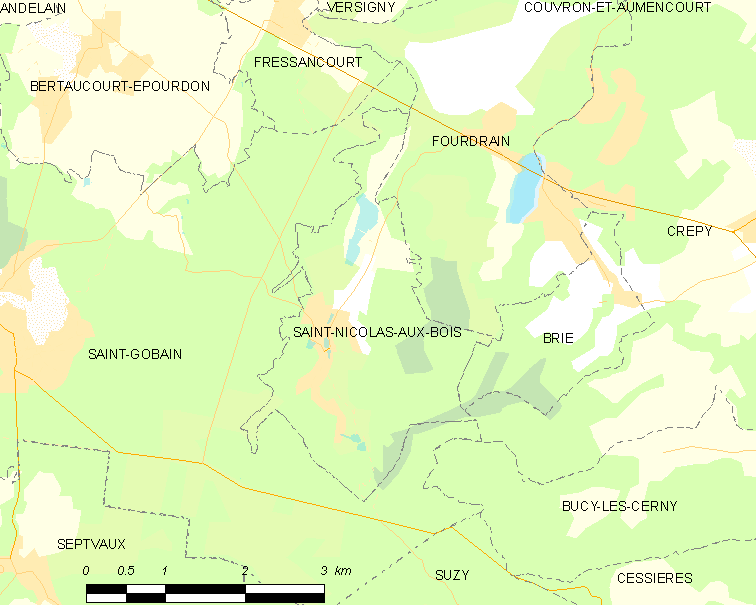
圣尼古拉欧布瓦的OSM定位图

圣尼古拉欧布瓦的时区为UTC+01:00、UTC+02:00（夏令时）。

## 行政
圣尼古拉欧布瓦的邮政编码为02410，INSEE市镇编码为02685。

## 政治
圣尼古拉欧布瓦所属的省级选区为泰爾尼耶縣。

## 人口

1962-2008年间圣尼古拉欧布瓦人口变化图示

圣尼古拉欧布瓦于2022年1月1日时的人口数量为116人。